# Tian-Duogee
Tian-Duogee är en klan i Liberia.   Den ligger i regionen Grand Gedeh County, i den östra delen av landet, 260 km öster om huvudstaden Monrovia.